# Albert Jack
Albert Jack (* 30. Dezember 1856 in Salem; † 22. Dezember 1935 in Augsburg) war ein deutscher Architekt.

## Leben
Jack war der Sohn von Bernard Jack und dessen Frau Regina (geborene Müller). Er studierte Architektur an der Technischen Hochschule Karlsruhe. Seit 1883 gehörte er der Burschenschaft Germania Karlsruhe (heute: Teutonia) und seit 1893 der Münchener Burschenschaft Stauffia an. Nach dem Studium war er in Konstanz tätig. 1888 kam er nach Augsburg. Dort arbeitete er an einzelnen Werken zusammen mit Maximilian Wanner. Beide gründeten 1899 das gemeinsame Architekturbüro „Jack & Wanner“. Ihnen gelang es, sich oft gegen die Vorherrschaft der Münchner Architekturbüros durchzusetzen.

## Werke (Auswahl)

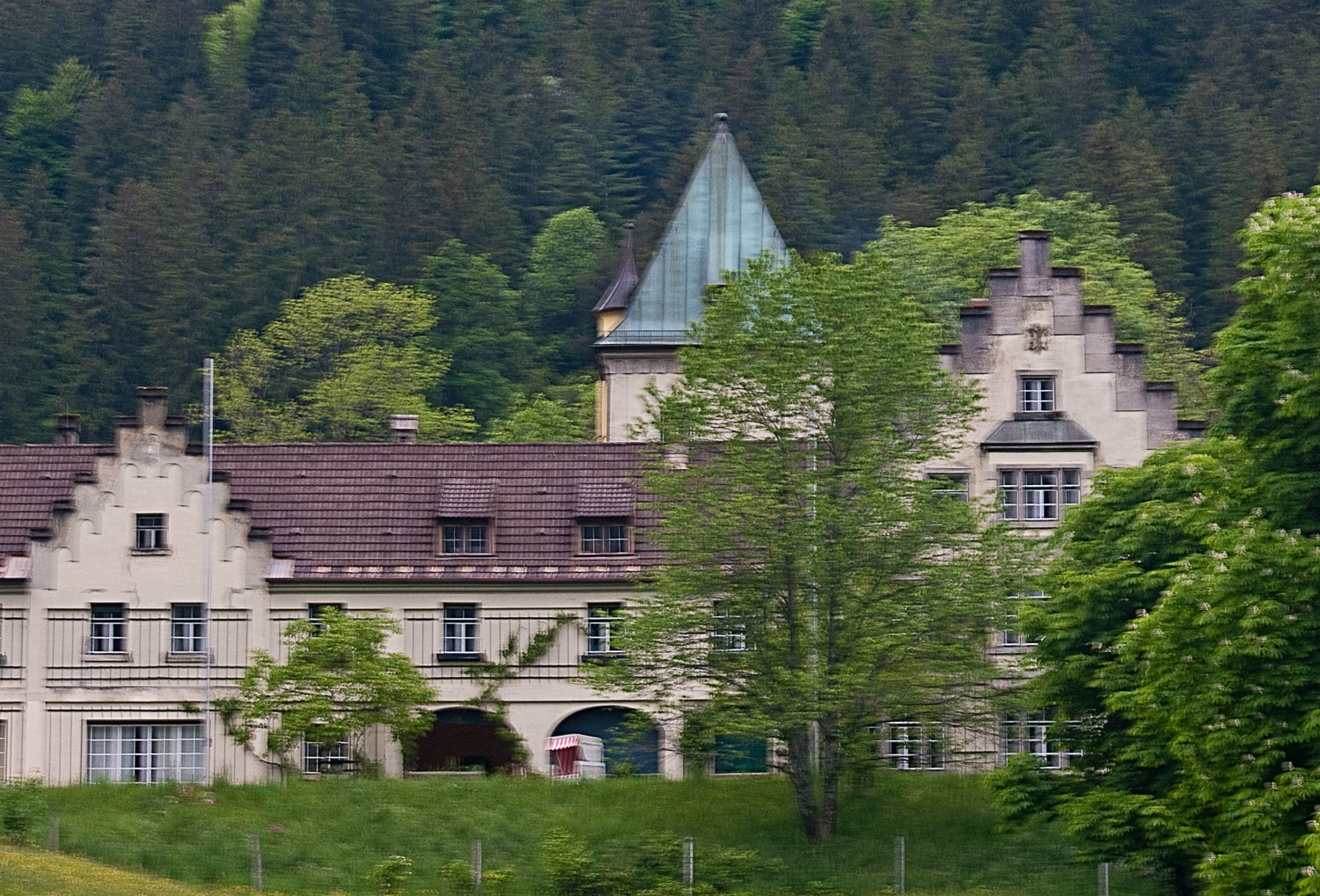
Schloss Wengwies

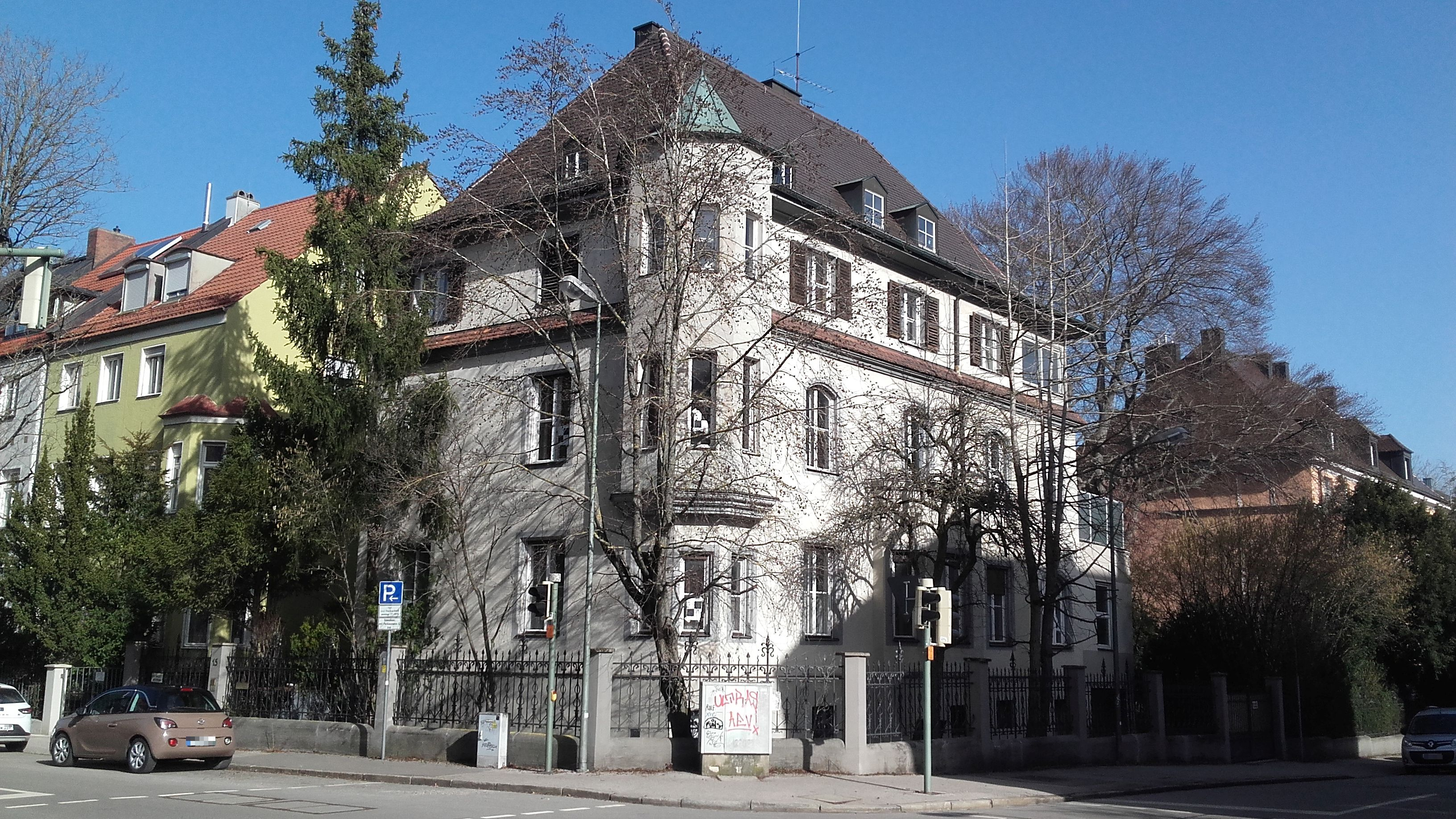
Hochfeldstraße 15 in Augsburg

- Mansarddachbau mit Neurokoko-Fassade, Konrad-Adenauer-Allee 51 in Augsburg (1891)
- Ehemalige Fabrikantenvilla der Firma Martini, Martinistraße 94 a und b in Haunstetten (1895)
- Beteiligung an der Blockbebauung des Ensembles Beethovenstraße in Augsburg (nach 1900)
- Einfamilienhaus, Frohsinnstraße 3 in Augsburg (1901)
- Schloss Wengwies in Wengwies (1902)
- Wohnhaus (sog. Dieselvilla), Hochfeldstraße 15 in Augsburg (1902)[4]
- Wohn- und Geschäftshaus, Bürgermeister-Fischer-Straße 4 in Augsburg (1910)